# Institut catholique des hautes études commerciales
Pour les articles homonymes, voir HEC.
L’ICHEC Brussels Management School, officiellement Institut catholique des hautes études commerciales, est une école de gestion bruxelloise, constituant la catégorie économique de la Haute École ICHEC - ECAM - ISFSC.
Fondée en 1954, l’ICHEC s’inscrit dans la tradition des grandes écoles de management et compte également plusieurs centres de formation et de recherche. L'ICHEC propose ainsi des programmes de formation de niveau universitaire, en cours de jour comme en horaire décalé, en formation initiale comme en formation continue.
Situé à Bruxelles, au cœur de l’Europe, l'ICHEC fait de l’ouverture internationale un de ses principaux piliers académiques. L'ICHEC est signataire de plus de 130 accords bilatéraux avec des universités et écoles en Europe et dans le monde. La qualité de l’ICHEC et de ses programmes lui vaut une solide reconnaissance sur la scène nationale et internationale : l’institution est notamment la première Management School belge francophone à avoir obtenu le label américain AACSB.

## Programmes
Les programmes de l'ICHEC comportent un premier cycle de trois ans :
- Bachelier - Ingénieur commercial
- Bachelier en gestion de l'entreprise

et un deuxième cycle de un ou deux ans :
- Master en sciences commerciales
- Master's degree in Management Sciences - English Track
- Master - Ingénieur commercial
- Master en gestion de l'entreprise
  - Programme ICHEC
  - Programme double diplomation ICHEC - UCLouvain (LSM)
  - Programme tri-diplomation ICHEC - UCLouvain – ULB
- Master's degree in Business Management - International Track
- Master - Business Analyst en alternance ICHEC-ECAM
- Master's degree in Management Sciences - English Track

et un troisième cycle d'un an ou deux ans :
- Diplôme complémentaire en gestion
- Agrégation

L'ICHEC comprend également l'École supérieure des Sciences fiscales (ESSF). Depuis plus de 60 ans, l’ESSF est une référence en matière de fiscalité en Belgique. L'institut propose 2 Executive Masters et 6 certificats : 
- Executive Master en Droit fiscal
- Executive Master en Droit fiscal européen et international

- Certificat en Fiscalité des Sociétés
- Certificat en Fiscalité des Personnes physiques
- Certificat en Fiscalité européenne et internationale
- Certificat en Fiscalité indirecte
- Certificat en Fiscalité patrimoniale
- Certificat en Procédure et Recouvrements fiscaux

## Formation continue
Parallèlement à son École de gestion, l'ICHEC a développé depuis son origine de multiples programmes de formation continue pour adultes dans les domaines liés à la gestion et à l'entrepreneuriat. ICHEC Formation Continue est aujourd’hui le pôle de formation continue de l’ICHEC et un partenaire de formations privilégié par les entreprises, les organisations et les individus tout au long de leur parcours professionnel.
Permettant d'allier la rigueur académique et pédagogique de l'ICHEC à l'expertise d'intervenants de terrain, des programmes Executive Masters sont proposés en :
- Management
- Finance
- Marketing et communication
- Ressources humaines

Plusieurs certificats, pouvant être combinés dans le cadre d'un Executive Master, sont également organisés en :
- Gestion de projets
- Innovation et Business Modèle Durables
- Stratégie digitale
- Sales & Account Management
- Data Privacy Officer
- Contrôle de gestion
- Finance Management/Corporate Finance
- Contrôle interne/Evaluation et audit du contrôle interne
- Marketing digital/Brand Management & Communication
- Leadership/People Management
- Gestion des risques

## Recherche
L’ICHEC Research Lab (IRL) est destiné à la recherche interdisciplinaire en économie et gestion. Il a pour ambition de créer une culture forte de soutien à la recherche à travers l'institution ICHEC, facilitant ainsi la recherche interdisciplinaire en gestion, ancrée dans une pratique de terrain. 46 chercheurs travaillent aujourd'hui à l'ICHEC.

## Entrepreneuriat
Depuis 2017, l'ICHEC accompagne les étudiants de l’enseignement supérieur et les jeunes diplômés bruxellois dans la création de leur entreprise via sa structure Start Lab ICHEC.
Le projet est soutenu par la Région de Bruxelles-Capitale.

## Localisation
Situé à Bruxelles, l'ICHEC dispose de deux localisations (Montgomery et Manoir d'Anjou).

## Accréditation
L’ICHEC est la première école de gestion belge francophone à avoir obtenu l'accréditation AACSB (Association to Advance Collegiate Schools of Business). Seulement 5% des écoles de management mondiales bénéficient du label AACSB, qui évalue la qualité d'une Business School. Il est attribué pour 5 ans, au terme de plusieurs rapports et audits d'experts sur place.
Le programme de gestion à orientation finance, co-organisé avec la Louvain School of Management, a été reconnu par le CFA (Chartered Financial Analyst).

## Partenariats
L’ICHEC a développé des collaborations avec plus de 120 institutions à travers le monde. Celles-ci touchent à la mobilité des étudiants, à l’échange de professeurs, au développement de programmes conjoints et à la recherche.
L’ICHEC est également le premier membre belge francophone du réseau CLADEA, important réseau d’écoles de gestion basé en Amérique latine.

### Groupe Louvain School of Management
Dans l'option d'une fusion avec l'université catholique de Louvain, l'ICHEC fait de 2005 à 2009 partie du « Groupe Louvain School of Management » de l'ancienne Académie universitaire Louvain, communément avec des départements des universités FUNDP de Namur, FUCaM à Mons, l'UCL à Louvain-la-Neuve et FUSL à Bruxelles. En 2006 furent lancés un « International MBA » et une école doctorale en gestion, poursuivis par la Louvain School of Management au sein de l'UCLouvain.
L'école supérieure ISC Saint-Louis, fondée en 1925 au sein de la faculté universitaire Saint-Louis à Bruxelles et autre membre fondateur de la Haute École "Groupe I.C.H.E.C. - I.S.C. Saint-Louis - I.S.F.S.C.", intègre l'ICHEC en 2002. Ses activités sont progressivement transférées du campus Saint-Louis - Bruxelles vers les implantations de l'ICHEC.

## Chiffres
L’ICHEC compte chaque année plus de 2000 étudiants de 60 nationalités différentes. Son association ICHEC-Alumi regroupe un réseau de plus de 15 000 diplômés; dont 15% travaillant à l’étranger, et un corps professoral de plus de 200 professeurs-praticiens qui apportent leur expérience de la gestion au quotidien.

## Anciens étudiants
- Etienne Schneider, homme politique luxembourgeois
- Alain Dehaze, CEO de Adecco Group
- Anne Zagré, athlète belge spécialiste du sprint et du saut en longueur
- Camille Laus, athlète belge, spécialiste du 400 mètres
- Cédric Charlier, joueur de hockey sur gazon international belge
- Emma Moortgat (nl), actrice belge et issue de la famille de brasseurs de la brasserie Duvel Moortgat
- John Lelangue, directeur sportif belge d'équipes cyclistes (Phonak, BMC).
- Jean-Pierre Bemba, homme politique et militaire congolais (RDC) et ancien vice-président.
- Philippe de Moerloose, président-fondateur du groupe SDA Holding et d’African Equities.
- Jeannine Mabunda, femme politique congolaise (RDC) et ancienne présidente de l'Assemblée nationale.
- Olivier Kamitatu, homme politique congolais (RDC) et ancien président de l’Assemblée nationale.

## Junior Entreprise
ICHEC Junior Consult est une Junior-Entreprise basée à Bruxelles. Leur mission est d'offrir des services de conseil aux entreprises et organisations afin de les aider à atteindre leurs objectifs. Ils offrent une large gamme de services, allant de la stratégie d'entreprise au marketing, en passant par la finance, les ressources humaines et la gestion de projet. Leur travail est guidé par des valeurs telles que l'intégrité, la qualité, l'innovation et la responsabilité sociale.
En plus de leurs services de conseil, ICHEC Junior Consult organise également deux événements annuels. La Job Internship Fair est une foire de l'emploi où les entreprises peuvent rencontrer des étudiants et des jeunes diplômés à la recherche d'un emploi ou d'un stage. Le Brussels Management Challenge est un concours de gestion qui permet aux étudiants de mettre en pratique leurs connaissances en gestion en résolvant des cas pratiques d'entreprises réelles.